# Kwintus Witeliusz
Kwintus Witeliusz - rzymski senator, kwestor za panowania Oktawiana Augusta.
Był synem Publiusza (I), bratem Aulusa, Publiusza (II) i Lucjusza, stryjem późniejszego cesarza Witeliusza.
Poświęcił mu książeczkę Kwintus Elogiusz.
Kwintus Witeliusz został usunięty z senatu przez cesarza Tyberiusza.